# Supremo Tribunal Popular da China

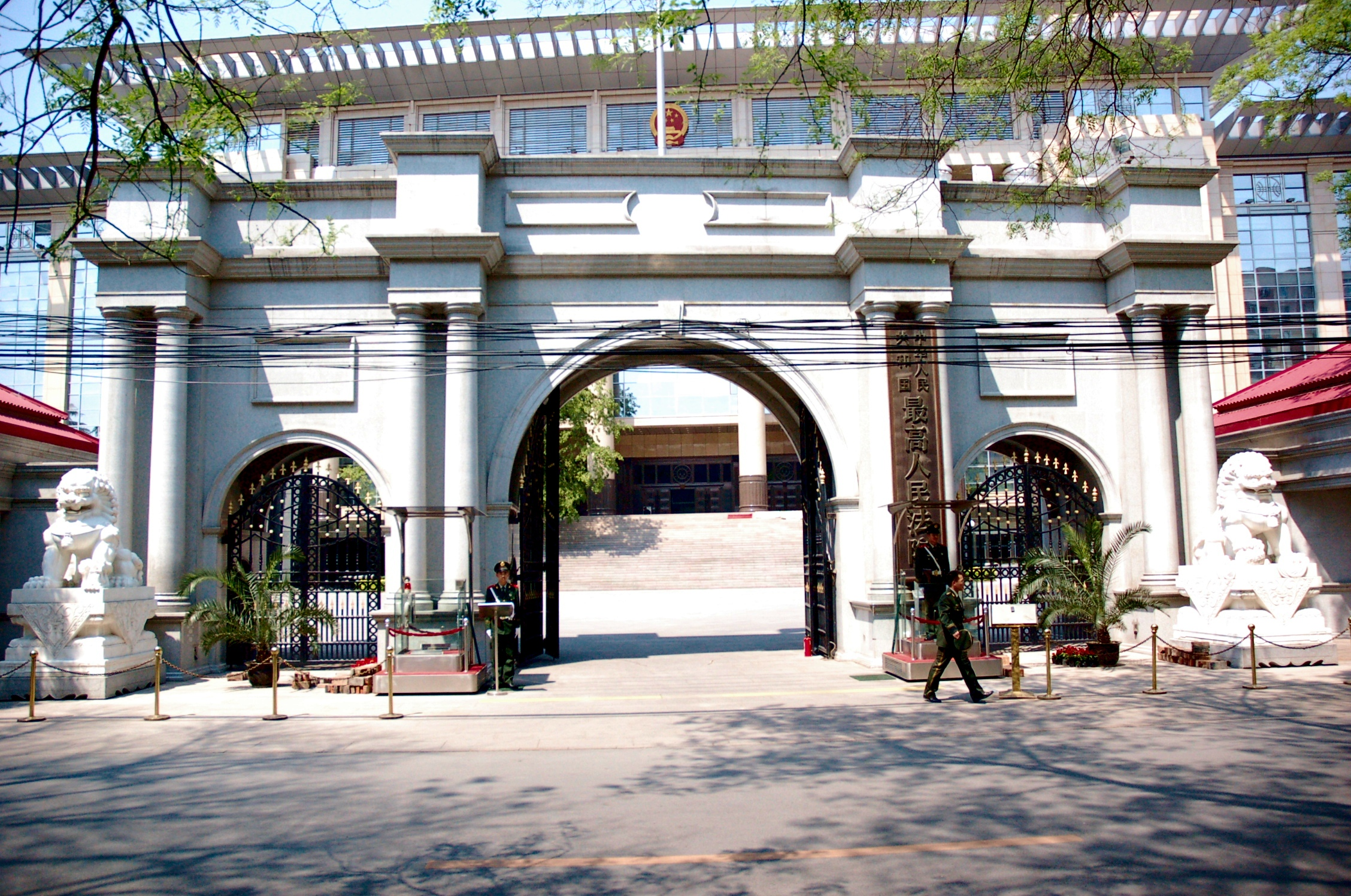
A entrada principal do local

O Supremo Tribunal Popular da China (chinês simplificado: 最高人民法院; pinyin: Zuìgāo Rénmín Fǎyuàn) é o tribunal de mais alta instância no sistema judicial da China.

## Poderes do Supremo Tribunal Popular
O Supremo Tribunal Popular da China é o órgão judicial supremo para julgar qualquer questão civil, criminal ou administrativa. No entanto, não é competente para exercer a revisão de constitucionalidade e nem para verificar a legalidade das normas regulatórias.
Segundo a Constituição, o Congresso Nacional do Povo da China nomeia o Presidente do Tribunal por um mandato igual ao do Congresso (art. 124). Pode também dispensá-lo de suas funções (art. 63). A Comissão Permanente do Congresso tem as mesmas competências de nomeação e exoneração em relação aos vice-presidentes e juízes do Supremo Tribunal Popular (art. 67).
A Constituição estabelece ainda que o Supremo Tribunal Popular da China é “responsável perante o Congresso Nacional do Povo e seu comitê permanente” (art. 128). Nessa qualidade, o Presidente apresenta um relatório sobre as atividades da Corte na sessão anual do CNP. Também pode ser convocado periodicamente pelo Comitê Permanente para fornecer esclarecimentos sobre determinado assunto. Segundo Jin Banggui, “o controle que o CNP ou seu Comitê Permanente pode exercer sobre a Suprema Corte é político e geral, não podendo intervir, em nenhum caso, em determinado processo ou em procedimento judicial”.

## Papel na aprovação de sentenças de morte
Em 30 de março de 2006, o Ministério da Justiça chinês anunciou que três novos tribunais, especializados em processos criminais e que se reportavam ao Supremo Tribunal Popular — e que revisariam certas sentenças de morte emitidas pelos tribunais provinciais —, estarão operacionais a partir de 1.º de abril. Anteriormente, esses casos de apelação eram principalmente da responsabilidade dos próprios tribunais provinciais. O Supremo Tribunal Popular, no sistema atual, apenas revisou e tomou a decisão final em alguns casos de condenação à morte — especialmente quando se tratava de crimes econômicos — mas delegou esse poder aos tribunais provinciais para outros tipos de casos. O Supremo Tribunal Popular também tem poderes para aprovar a pena de morte em acusações de espionagem, uma decisão geralmente seguida rapidamente pela execução da pessoa condenada.